# لفوربا-فولبه
لفوربا-فولبه شهری در شهرستان سابسه در استان بام در بورکینافاسوی شمالی است و جمعیت آن ۶۳ نفر است.